# ガッツ石島
ガッツ石島（ガッツいしじま、1981年1月3日 - ）は、日本のプロレスラー。本名：石島 健至（いしじま けんじ）。

## 経歴
- 帝京大学在学中に、SWSガクセイプロレスで冬木尿道のリングネームで学生プロレスを始める。その後、リングネームをガッツ石島に改名。

### 2004年
- 4月、SWSガクセイプロレス出身者と共にガッツワールドプロレスリングを設立。
- 12月4日、新木場1stRINGでガッツワールドの旗揚げ戦を開催し、自身もダイスケとタッグを組んで対藤田峰雄&梁和平組戦でデビュー[1]。

### 2006年
- 9月9日、東京・新木場1stRINGで行われた「ガッツワールドvol.13」のＧＷＣ認定６人タッグ初代王座決定トーナメント決勝戦にて、ダイスケ＆レオナルド高津＆葉千子feat.麗香組に勝利し石島組が初代王者となる（パートナーはＧＡＭＩ＆ＭＩＮＡＭＩ）。石島軍(仮)改め石島水産に改名。

### 2007年
- 1月20日、東京・新木場1stRINGで行われた「ガッツワールドvol.16」のＧＷＣ認定６人タッグ選手権試合にて、一宮章一＆ダイスケ＆浦井百合に敗れ初防衛に失敗。
- 6月2日、東京・新木場1stRINGで行われた「ガッツワールドvol.19」のＧＷＣ認定６人タッグ選手権試合にて、ミスター雁之助＆ＹＵＪＩ　ＫＩＴＯ＆ＳＵＺＫＩに敗れる。
- 9月26日、東京・新木場1stRINGで行われた、ユニオン「ユニオンクエスト2007」のアイアンマン・バトルロイヤル・フォー・ザ・ヘビーメタル・タイトルマッチにて、介抱していたら押さえ込んで726に勝利、第723代王者となるも、その後小笠原和彦に敗れ初防衛に失敗。
- 12月1日、東京・新木場1stRINGで行われた「ガッツワールドvol.23」のＧＷＣ認定６人タッグ王座挑戦査定試合～朝青龍帰国記念・相撲マッチ～にて、梁和平＆佐藤悠己＆三和太組に勝利（パートナーはマスクドミステリー＆レオナルド高津）挑戦権を得る。
- 12月31日、東京・新木場1stRINGで行われた、グレート「グレートシコシプロレス」にて天気が良いからエニウェアフォール～初代ＧＰＷＨＣ王座決定戦にて佐野直度重なる凶器攻撃にて反則勝ちをするも、反則裁定のため王座決定せず。

### 2008年
- 4月19日、東京・新木場1stRINGで行われた、「Spring Attak2008」のＧＷＣ認定６人タッグ選手権試合にて、ディック東郷＆梁和平＆佐藤悠己組に勝利し、第５代王者組となる（パートナーはマスクドミステリー＆レオナルド高津）。
- 6月15日、栃木・茂木町民センターで行われた、「ガッツワールドvol.27」のＧＷＣ認定６人タッグ選手権試合にて、松崎和彦＆たけむら光一＆星野勘九郎に勝利、初防衛に成功（パートナーはマスクドミステリー＆レオナルド高津）。
- 8月27日、東京・新木場1stRINGで行われた、グレート「グレ王杯」のＢＫ－ＪＯＭ認定３Ｂトリオ選手権４ＷＡＹマッチに挑戦者、桂ヤスヒロJr＆ランチボックス星野＆３２６に敗れる（パートナーはドン・たけむらこういち＆藤田峰雄）。
- 10月19日、東京・新宿FACEで行われた、「ガッツワールドvol.29」にて、田村和宏＆竹田誠志＆翔太組に勝利し2度目の防衛に成功（パートナーはマスクドミステリー＆レオナルド高津）。
- 11月18日、東京・品川CPEスペースで行われた、グレート「しょぼグレ4～最強タッグレート～」１回戦にて、ＺＩＰＡＮＧＵ＆ジパング･ザ･グレート２号組と対戦、マスク剥ぎの反則で敗れ１回戦敗退（パートナーはダイスケ）。

### 2009年
- 5月3日、東京・新宿FACEで行われた、「ガッツワールドvol.33」のＧＷＣ認定６人タッグ王座決定戦にて、梁和平＆マスクドミステリー＆デビル・インベーダー組に勝利し、新王者となる（パートナーはバンジー高田＆吉野達彦）。
- 5月25日、雁之助がプロレスラーの芸能事務所「鬼神道プロダクション」設立し、それに参加。
- 6月14日、栃木・茂木町民センターで行われた、「ガッツワールドvol.34～チャリティプロレスinもてぎ～」のＧＷＣ認定６人タッグ選手権試合にて、梁和平＆角刈海坊主＆デビル・インベーダー組に勝利し初防衛に成功（パートナーはバンジー高田＆吉野達彦）。
- 8月22日、東京・新木場1stRINGで行われた、「ガッツワールドvol.35」の初代GWC認定タッグ王座決定ワンナイトタッグトーナメント準決勝にて、田中将斗＆ダイスケ組に敗れ準決勝敗退（パートナーはバンジー高田）。
- 10月4日、東京・シアター1010ミニシアターで行われた、「ガッツワールドvol36」のＧＷＣ認定６人タッグ選手権試合にて、梁和平＆角刈海坊主＆デビル・インベーダーに敗れ2度目の防衛に失敗（パートナーはバンジー高田＆吉野達彦）。
- 12月5日、東京・新木場1stRINGで行われた「ガッツワールドvol37」に出場予定だった、梁和平、梶原が負傷欠場によりＧＷＣ認定６人タッグ王座を返上、同大会にてダイスケ＆バンジー高田＆竹田誠志組と王座決定戦を行い敗れる（パートナーデビル・インベーダー＆角刈海坊主）。

### 2010年
- 2月14日、埼玉・アイスリボン道場にて行われた、「ガッツルハウスinわらび3rd」のＧＷＣ認定６人タッグ選手権試合にて、ダイスケ＆竹田誠志＆バンジー高田に挑み勝利し、第9代王者組となる（パートナーは末吉利啓＆デビル・インベーダー）。
- 3月13日、東京・新木場1stRINGで行われた、「ガッツワールドvol.39」のＧＷＣ認定タッグ選手権試合にて、田中将斗＆ダイスケ組に挑戦し敗れる（パートナーはデビル・インベーダー）。
- 5月2日、神奈川県・横浜赤レンガ倉庫1号館で行われた、「ガッツワールドvol.41」の初代ＧＷＣ認定シングル王座決定トーナメント決勝戦で吉野達彦に勝利し、初代王者となる。
- 7月25日、埼玉・アイスリボン道場にて行われた、「ガッツルハウスinわらび4th」のＧＷＣ認定６人タッグ選手権試合にて、ダイスケ＆星野勘九郎＆竹田誠志組に挑戦するも敗北（パートナーは末吉利啓＆デビル・インベーダー）。
- 7月28日、ガッツワールドの新たな大会ブランド「Truth」を立ち上げることを発表。
- 8月17日、埼玉・アイスリボン道場にて行われた、「Truth#2」の社長権＆代表権争奪タッグマッチでＣＨＡＮＧＯ君＆アミーゴの鈴木と対決し敗北（パートナーは梁和平）。ＣＨＡＮＧＯ君がガッツワールド社長に、アミーゴの鈴木君がガッツワールド代表になる。
- 9月20日、東京・シアター1010ミニシアターにて行われた、「ガッツワールドvol.43」のＧＷＣ認定シングル選手権試合にて、星野勘九郎に勝利し初防衛に成功する。
- 9月20日、東京・シアター1010ミニシアターにて行われた、「SECRET BASE”STAY GOLD”」のガッツワールド社長権＆代表権争奪マッチにて、ＣＨＡＮＧＯ＆アミーゴ鈴木に勝利。
- 12月4日、東京・新木場1stRINGで行われた、「ガッツワールドvol.44～旗揚げ6周年記念興行～」のＧＷＣ認定シングル選手権試合にて、ダイスケに敗れ防衛に失敗。

### 2011年
- 5月29日、東京・西調布格闘技アリーナにて行われた、「ガッツワールドvol.46」のＧＷＣ認定６人タッグ王座決定トーナメント１回戦で敗れるも、トーナメント決勝後「いつでも挑戦権」を使用し、特別試合～ＧＷＣ認定６人タッグ選手権試合が急遽決定、同試合で竹田誠志＆柴田正人＆那須晃太郎組に勝利し第12代王者となる（パートナーはＣＨＡＮＧＯ＆アミーゴ鈴木）。
- 7月2日、東京・西調布格闘技アリーナにて行われた、三国列伝「三国列伝其の二～西調布の陣～」のＧＷＣ認定６人タッグ選手権試合にて、柴田正人＆末吉利啓＆那須晃太郎組に勝利し2度目の防衛に成功（パートナーはＣＨＡＮＧＯ＆アミーゴ鈴木）。
- 10月16日、東京・新宿FACEにて行われた、「ガッツワールドvol.49」のＧＷＣ認定６人タッグ選手権試合にて、ヒロ斉藤＆梁和平＆マスクドミステリー組に勝利するが、最低無効とみなされ再試合になり、再試合にも勝利し、2度目の防衛に成功。

### 2012年
- 1月28日、東京・西調布格闘技アリーナにて行われた、「ガッツワールドvol.51」のＧＷＣ認定６人タッグ選手権試合にて、藤光留＆中澤マイケル＆那須晃太郎組に勝利し3度目の防衛に成功（パートナーはＣＨＡＮＧＯ＆アミーゴ鈴木）。
- 3月11日、東京・シアター1010ミニシアターにて行われた、「悪魔同盟主催興行～悪魔ワールド2012～悪魔同盟最強決定トーナメントA-1クライマックス」のトーナメント決勝にて、ＣＨＡＮＧＯと対戦し勝利し、悪魔同盟最強の称号とＧＷＣシングル王座への挑戦権、副賞として賞金20万円を獲得した。同試合直後に高木三四郎と高尾蒼馬が登場し、高木三四郎から「このKO-Dタッグに挑戦する器量はあるか？」と聞かれると、「今日はいい」と拒否。しかし、ミスター雁之助に檄を飛ばされ、ＣＭＬＬ認定ＫＯ－Ｄタッグ選手権試合が緊急決定、山田太郎と組み挑むも敗北し王座奪還ならず。
- 5月12日、東京・新木場1stRINGで行われた、「ガッツワールドvol.52」のＧＷＣ認定シングル選手権試合にて、田村和宏に勝利し第６代王者となる。
- 6月3日、東京・シアター1010ミニシアターにて行われた、「ガッツワールドvol.53」のＧＷＣ認定シングル選手権試合にて、松崎和彦に勝利し初防衛に成功。
- 7月15日、東京・西調布格闘技アリーナにて行われた、「ガッツワールドvol.54」の社長権争奪３ＷＡＹマッチにて、佐野直と梁和平とＣＨＡＮＧＯが対戦し、佐野直が勝利し新社長に就任。新社長に就任した佐野がガッツ石島のリングネームを健ちゃんに強制改名司令権を発動し、リングネームが健ちゃんとなる。
- 8月26日、東京・西調布格闘技アリーナにて行われた、「ガッツワールドvol.55」のＧＷＣ認定シングル選手権試合にて、ばってん多摩川に勝利し2度目の防衛に成功（同試合のリングネームは、健ちゃん）。
- 9月29日、東京・新木場1stRINGで行われた、「ガッツワールドvol.56」のＧＷＣ認定シングル選手権試合＆ガッツワールド社長権争奪戦にて、挑戦者兼現社長の佐野直に勝利し3度目の防衛に成功（同試合のリングネームは、健ちゃん）。敗者の軍団の解散も懸けられていたため、ｌｗｏ軍は解散。健ちゃんが新社長に就任し、リングネームをガッツ石島に戻した。
- 9月30日、東京・西調布格闘技アリーナにて行われた、SECRET BASE「プロレスリングSECRET BASE初代王者決定トーナメント」のトーナメント1回戦にて、アミーゴ鈴木に敗れ1回戦敗退。
- 11月18日、神奈川県・ラジアントホールにて行われた、「ガッツワールドvol.58」のＧＷＣ認定６人タッグ選手権試合にて、ダイスケ＆吉野達彦＆山田太郎組に敗れ4度目の防衛に失敗（パートナーは、ＣＨＡＮＧＯ＆アミーゴ鈴木）。
- 12月8日、東京・新木場1stRINGで行われた、ガッツワールド「旗揚げ8周年大会」のＧＷＣ認定シングル選手権試合にて、ダイスケに勝利し4度目の防衛に成功。

### 2013年
- 4月14日、東京・新宿FACEにて行われた、「ガッツワールドvol.62～ROAD TO KORAKUEN III」のＧＷＣ認定シングル選手権試合にて、吉野達彦に勝利し5度目の防衛に成功。
- 6月16日、東京・シアター1010ミニシアターにて行われた、「ガッツワールドvol.64～ROAD TO KORAKUEN V」のＧＷＣ認定６人タッグ選手権試合にて、新井健一郎＆マスクドミステリー＆梁和平組に敗れる。
- 10月6日、東京・新宿FACEにて行われた、「ガッツワールドvol.66～ROAD TO KORAKUEN VII」のＧＷＣ認定シングル選手権試合にて、新井健一郎に敗北し7度目の防衛に失敗。
- 12月7日、東京・新木場1stRINGで行われた、「ガッツワールドvol.68 旗揚げ9周年記念大会～ROAD TO KORAKUEN IX～」のＧＷＣ認定６人タッグ選手権試合にて、新井健一郎＆マスクドミステリー＆梁和平組に勝利し、15代王者組となる（パートナーは、ダイスケ＆吉野達彦）。

### 2014年
- 5月11日、東京・西調布格闘技アリーナにて行われた、「ガッツワールドvol.73～ROAD TO KORAKUEN 14」のＧＷＣ認定シングル選手権試合にて、新井健一郎に敗れる。
- 7月20日、東京・新宿FACEにて行われた、「ガッツワールドvol.75～ROAD TO KORAKUEN 16」のKING OF GUTS 2014優勝決定戦にて、吉野達彦に敗れる。この試合で、吉野達彦の10.12後楽園大会メイン出場が決定。
- 10月12日、東京・後楽園ホールにて、初の後楽園ホール大会となる「ガッツワールド10周年記念特別興行～みんなで行こう！後楽園！！」を開催。

### 2015年
- 3月28日、東京・新木場1stRINGで行われた、「ガッツワールドvol.82 WRESTLE ANGEL 2015」の第８代ＧＷＣ認定タッグ王座決定トーナメント決勝戦にて、翔太＆新井健一郎組に敗れる（パートナーはミスター雁之助）。
- 5月26日、東京・新木場1stRINGで行われた、「ガッツワールドvol.85 LIVE-GUTS-RISE 2015」のＧＷＣ認定シングル選手権試合にて、ダイスケに敗れる。

### 2016年
- 5月8日、東京・後楽園ホールにて、「ガッツワールド後楽園ホール大会～みんなで行こう！後楽園2016！！～」のＧＷＣ認定タッグ選手権試合３ＷＡＹマッチに王者組・翔太＆新井健一郎から勝利（もう１組は松田慶三＆ＹＵＪＩ ＫＩＴＯ）し、第13代王者組となる（パートナーは影山道雄）。
- 6月17日、東京・新木場1stRINGで行われた、「ガッツワールドvol.97 SHINKIBA CRUSH NIGHT！2016」のＧＷＣ認定タッグ選手権試合にて、松田慶三＆ＹＵＪＩ　ＫＩＴＯに敗れ（もう１組の挑戦者は翔太＆新井健一郎）、初防衛に失敗（パートナーは影山道雄）。
- 7月19日、東京・新木場1stRINGで行われた、「ガッツワールドvol.98 武骨対戦2016」の第16代ＧＷＣ認定６人タッグ王座決定トーナメント１回戦にて、折原昌夫＆アミーゴ鈴木＆梁和平組に敗れ、1回戦敗退（パートナーは、ミスター雁之助＆影山道雄）。
- 9月11日、東京・新宿FACEにて行われた、「ガッツワールドvol.100 WINNING GUTS 2016～100回記念興行！～」のＧＷＣ認定６人タッグ選手権試合にて、折原昌夫＆アミーゴ鈴木＆梁和平組に勝利し、第17代王者組となる（パートナーは影山道雄＆ＣＨＡＮＧＯ）。
- 11月15日、東京・新木場1stRINGで行われた、「ガッツワールドvol.102 CHAMPION of G 2016」のＧＷＣ認定６人タッグ選手権試合にて、折原昌夫＆ディック東郷＆梁和平組に敗れ、初防衛に失敗（パートナーは、影山道雄＆ＣＨＡＮＧＯ）。

### 2017年
- 3月19日、東京・新宿FACEにて行われた、「ガッツワールドvol.106 WRESTLE ANGEL 2017」のＧＷＣ認定６人タッグ選手権試合にて、ディック東郷＆折原昌夫＆梁和平組に敗れる（パートナーは、ミスター雁之助＆ＣＨＡＮＧＯ）。
- 7月25日、東京・新木場1stRINGで行われた、「ガッツワールドvol.110 武骨対戦2017」のＧＷＣ認定シングル王座次期挑戦者決定戦にて、マスクドミステリーに勝利し、８・15新木場で王者ダイスケに挑戦決定。
- 8月15日、東京・新木場1stRINGで行われた、「ガッツワールド新木場大会」のＧＷＣ認定シングル選手権試合にて、ダイスケに勝利し、第13代王者となる。
- 9月20日、東京・新木場1stRINGで行われた、「ガッツワールド特別興行 武骨道」のＧＷＣ認定シングル選手権試合にて、新井健一郎に勝利し、初防衛に成功。
- 10月17日、東京・新木場1stRINGで行われた、「ガッツワールドvol.112 GUTS ISM 2017」のＧＷＣ認定６人タッグ選手権試合にて、折原昌夫＆ディック東郷＆梁和平組に勝利し、第19代王者となる（パートナーは、影山道雄＆ＣＨＡＮＧＯ）。

### 2018年
- 2月3日、東京・新木場1stRINGで行われた、「ガッツワールドvol.115 新木場武骨道終焉」のGWC認定シングル選手権試合にて、兼平大介に勝利し、2度目の防衛に成功。
- 4月15日、東京・新宿FACEにて、ガッツワールド解散興行『ガッツワールド THE FINAL 武骨終焉』が行われ、同団体が13年4ヶ月の歴史に幕を下ろした[2][3]。同大会で行われた、ＧＷＣ認定シングル選手権試合にて、マスクドミステリーに勝利し、3度目の防衛に成功。
- 4月20日、プロレスリングHEAT-UPに入団。また、HEAT-UPのブランド「プロレスリングGOING-UP」を設立することを発表[4]。
- 5月27日、東京・北沢タウンホールでGOING-UPの旗揚げ戦～Go Go GOING-UP！～を開催[5][6]。
- 11月25日、東京・新木場1stRINGで行われた、メビウス「猛暑」の金のふんどし選手権新王者決定戦にて、竹田光珠に勝利し、新王者となる。
- 12月1日、東京・新木場1stRINGで行われた、「GOING-UP 新木場1stRING大会」のCCW認定カナディアンヘビー級選手権試合にて、藤原秀旺に勝利し、第8代王者となる。
- 12月26日、東京・BASEMENT MON☆STARで行われた、HEAT UP「灼熱王2018トーナメント」の灼熱王2018トーナメント準決勝にて、黒田哲広に敗れ、準決勝敗退。

### 2019年
- 1月19日、東京・BASEMENT MON☆STARで行われた、GOING-UP「明けましてまた年をとりました！中高年まっしぐら！」のＣＣＷカナディアンヘビー級選手権試合にて、井土徹也に勝利し、初防衛に成功。
- 2月3日、HEAT-UPとGOING-UPを退団。その後は同時に退団したマスクドミステリーらと「真GUTS軍」を結成し、定期的に自主興行を開催。
- 7月15日、東京・高島平区民館で行われた、「HERO22〜WBC準決勝〜」の初代ＷＢＣタッグ王座決定トーナメント準決勝にて、ワイルド・ベアー＆ワイルド・シューターwithワイルド・バニーに敗れ、準決勝敗退（パートナーはマスクドミステリー）。
- 7月17日、東京・新木場1stRINGで行われた、ガンバレ☆プロレス「ラストダンスは私に2019」の第20代ＧＷＣ認定６人タッグ王座決定戦にて、大家健＆今成夢人＆ミス・モンゴル組に敗れ、防衛に失敗（パートナーは、マスクドミステリー＆翔太）。
- 8月4日、右手首尺骨骨折の負傷により欠場。それに伴い、ＣＣＷカナディアンヘビー級選手権王座を返上。
- 9月28日、東京・新木場1stRINGで行われた、「バリアフリープロレスHERO23」の初代ＷＢＣタッグ王座争奪トーナメント決勝にて、友龍＆維新力組に勝ち優勝。初代ＷＢＣタッグ王座となる（パートナーはマスクドミステリー）。
- 11月9日、神奈川・25"D"スタジオで行われた、「バリアフリープロレスHERO24」のＷＢＣタッグ選手権試合にて、ワイルド・ベアー＆ワイルド・ゼロｗｉｔｈワイルド・バニー組に勝利し、初防衛に成功（パートナーはマスクドミステリー）。
- 12月7日、自身の15周年記念興行となる真GUTS軍新木場大会で、翌年にガッツ石島、マスクドミステリー、TORU、佐山駿介を所属選手としたプロレス団体を設立することを発表。団体名は「インディー統一連合TTT」（Total Triumph Team=トリプルティー）。かつて石川敬士が率いる東京プロレスが中心になって設立に動くも旗揚げ前に頓挫した、インディー統一機構FFF（Fighting For Future=トリプルエフ）のオマージュと思われ、ロゴマークも酷似している。
- 12月25日、東京・新木場1stRINGで行われた、GPS「Growth6」のＷＢＣタッグ選手権にて、大和ヒロシ＆瀧澤晃頼組に勝利し、2度目の防衛に成功（パートナーはマスクドミステリー）。

### 2020年
- 1月25日、新木場1stRingでTTT旗揚げ興行「TTT旗揚げ戦 SCRAMBLE」を開催。
- 2月23日、東京・新木場1stRINGで行われた、「HERO25 旗揚げ10周年記念大会」のＷＢＣタッグ選手権試合にて、友龍＆ワイルド・ベアー組に敗れ、3度目の防衛に失敗（パートナーはマスクドミステリー）。
- 8月20日、東京・新木場1stRINGで行われた、TTT「SCRAMBLE6」のCCW認定カナディアンヘビー級選手権試合にて、マスクドミステリーに勝利し、初防衛に成功。
- 9月3日、東京・新木場1stRINGで行われた、TTT「SCRAMBLE7」のCCW認定カナディアンヘビー級選手権試合にて、CHANGOに勝利し、2回目の防衛に成功。
- 12月30日、左鎖骨骨折の負傷のため1.2のTTT王子大会の欠場を発表。

### 2021年
- 4月27日、東京・新木場1stRINGで行われた、TTT「ATTACK4」のCCW認定カナディアンヘビー級選手権試合にて復帰、木下亨平に敗れ王座奪還に失敗。
- 6月13日、東京・新宿FACEで行われた、TTT「TTT BIG MATCH 2021」のGWC認定6人タッグ選手権試合にて、勝崎周之助＆春見沢萌彦＆桜井鷲組に勝利し、第27代王者組となる（パートナーは、ツトム・オースギ＆バナナ千賀）。
- 7月10日、東京・新木場1stRINGで行われた、TTT「ATTACK6」のGWC認定6人タッグ選手権試合にて、大家健＆今成夢人＆翔太組に勝利し、初防衛に成功（パートナーは、ツトム・オースギ＆バナナ千賀）。
- 8月14日、東京・新木場1stRINGで行われた、TTT「ATTACK7」のTTT認定インディー統一タッグ初代王座決定トーナメント1回戦にて、黒田哲広＆マスクドミステリー組に敗れ、1回戦敗退（パートナーは、井土徹也）。
- 10月2日、東京・新木場1stRINGで行われた、TTT「ATTACK9」のGWC認定6人タッグ選手権試合にて、藤原秀旺＆竹田誠志＆木村太輔組に敗れ、2度目の防衛に失敗（パートナーは、ツトム・オースギ＆バナナ千賀）。
- 11月6日、東京・新木場1stRINGで行われた、TTT「ATTACK10」のTTT認定インディー統一無差別級選手権試合にて、藤原秀旺に勝利し、第2代王者となる。

### 2022年
- 1月8日、東京・新木場1stRINGで行われた、TTT「旗揚げ2周年興行」のTTT認定インディー統一無差別級選手権試合にて、黒田哲広に勝利し、初防衛に成功。
- 2月5日、東京・新木場1stRINGで行われた、TTT「INNOVATION1」のTTT認定インディー統一タッグ選手権試合にて、ツトム・オースギ＆バナナ千賀組に敗れ、王座奪還に失敗（パートナーは、黒田哲広）。
- 3月12日、東京・新木場1stRINGで行われた、TTT「INNOVATION2」のTTT認定インディー統一無差別級選手権試合にて、バナナ千賀に勝利し、2度目の防衛に成功。
- 4月16日、東京・新木場1stRINGで行われた、TTT「INNOVATION3」のTTT認定インディー統一無差別級選手権試合にて、瀧澤晃頼に勝利し、3度目の防衛に成功。
- 6月19日、東京・新宿FACEで行われた、TTT「TTT BIG MATCH 2022」のTTT認定インディー統一無差別級選手権試合にて、TORUに敗れ、4度目の防衛に失敗。
- 9月11日、東京都・末広通り商店会 プロレス交差点で行われた、「闘強商店会プロレス～三都物語～」のたまプロタッグ選手権試合にて、黒田哲広&ラム会長組に勝利し、第2代王者となる（パートナーは、尾崎妹加）。
- 10月9日、東京都・たかの台地区商店会 小平中央公園噴水広場にて行われた、「闘強商店会プロレス～三都物語～」のたまプロタッグ選手権試合にて、トランザム★ヒロシ&星いぶき組に敗れ、初防衛に失敗（パートナーは、尾崎妹加）。
- 10月15日、東京・新木場1stRINGで行われた、TTT「INNOVATIO8」のTTT認定インディー統一6人タッグ選手権試合にて、藤原秀旺＆ガーリン・シュー・ペローズB＆ガーリン・シュー・ペローズCに敗れ、王座奪還失敗（パートナーは、トム・オースギ＆バナナ千賀）。
- 11月5日、東京・新木場1stRINGで行われた、TTT「INNOVATIO9」のTTT認定インディー統一タッグ選手権試合に挑むもガーリン・シュー・ペローズB<後藤恵介>＆ガーリン・シュー・ペローズC<竹田光珠>乱入により収拾つかず無効試合になる。その直後、藤原秀旺が6人タッグベルトを掲げ挑発、それを受ける形で、TTT認定インディー統一6人タッグ選手権試合が緊急決定、王者組・藤原秀旺＆ガーリン・シュー・ペローズB<後藤恵介>＆ガーリン・シュー・ペローズC<竹田光珠>に勝利し、第2代王者組となる（パートナーは黒田哲広＆マスクドミステリー）。
- 11月26日、東京・新木場1stRINGで行われた、「HERO33」のＷＢＣタッグ選手権試合にて、加藤茂郎&千葉智紹組に敗れ、王座奪還に失敗（パートナーは、瀧澤晃頼）。
- 12月20日、東京・GENスポーツパレスで行われた、メビウスの金のふんどし選手権試合にて、竹田光珠に敗れ初防衛に失敗。

### 2023年
- 1月21日、東京・新木場1stRINGで行われた、TTT「TTT旗揚げ3周年記念興行」の第4代TTT認定インディー統一無差別級王座決定トーナメント1回戦にて、瀧澤晃頼に敗れ、1回戦敗退。
- 2月18日、東京・新木場1stRINGで行われた、TTT「CREATION1」のTTT認定インディー統一6人タッグ選手権試合にて、バナナ千賀＆雪妃真矢＆竹田光珠に敗れ、初防衛に失敗（パートナーは黒田哲広＆マスクドミステリー）。
- 5月20日、東京・新木場1stRINGで行われた、TTT「CREATION4」のTTT認定インディー統一タッグ選手権試合にて、藤原秀旺＆塚本拓海に敗れ、王座奪還に失敗（パートナーは、橋之介）。
- 7月23日、東京・新宿FACEで行われた、TTT「TTT BIG MATCH 2023」のTTT認定インディー統一無差別級選手権試合にて、マスクドミステリーに勝利し第7代王者となる。
- 8月6日、東京・BASEMENT MON☆STARで行われた、アライヴ「藤原秀旺1988」のCCW認定カナディアンベビー級選手権試合にて、塚本拓海と対戦するも、ミスタータガミの乱入により無効試合となり、王座奪還ならず。
- 8月19日、東京・新木場1stRINGで行われた、TTT「CREATION6」のTTT認定インディー統一無差別級選手権試合にて、定アキラに勝利し、初防衛に成功。
- 9月9日、東京・新木場1stRINGで行われた、TTT「CREATION7」のTTT認定インディー統一無差別級選手権試合にて、バラモンケイwithバラモンシュウに勝利し、2度目の防衛に成功。
- 10月14日、東京・新木場1stRINGで行われた、TTT「CREATION8」のTTT認定インディー統一無差別級選手権試合にて、伊東優作に勝利し、3度目の防衛に成功。
- 11月4日、東京・新木場1stRINGで行われた、TTT「CREATION9」のTTT認定インディー統一無差別級選手権試合にて、神崎ユウキに勝利し、4度目の防衛に成功。
- 11月25日、東京・新木場1stRINGで行われた、HERO38のWBCタッグ選手権試合にて、王者組・友龍＆後藤恵介に勝利し第6代王者組となる（パートナーは、橋之介）。
- 12月2日、東京・新木場1stRINGで行われた、TTT「CREATION10」のTTT認定インディー統一無差別級選手権3WAYマッチにて、大家健、ジョニー・ヘイワードJrと対戦するが、3選手のセコンド乱入により収拾つかず。

### 2024年
- 2月17日、東京・新木場1stRINGで行われた、TTT「CONVICTION1」の第5代TTT認定インディー統一タッグ王座決定トーナメント1回戦にて、ホー・デス・ミン＆松崎和彦組に勝利し決勝戦進出（パートナーはマスクドミステリー）。
- 2月24日、東京・新木場1stRINGで行われた、HERO39のWBCタッグ選手権試合にて、ワイルド・ベアー＆ワイルド・ZEROに敗れ、初防衛に失敗（パートナーは神崎ユウキ）。
- 3月23日、東京・新木場1stRINGで行われた、TTT「CONVICTION2」の第5代TTT認定インディー統一タッグ王座決定トーナメント決勝戦にて、瀧澤晃頼＆神崎ユウキに敗れる（パートナーはマスクドミステリー）。
- 4月21日、東京・新木場1stRINGで行われた、TTT「CONVICTION3」のTTT認定インディー統一無差別級選手権試合にて、松崎和彦に勝利し5度目の防衛に成功。
- 5月21日、東京・BASEMENT MON☆STARで行われた、TTT「CONVICTION5」のTTT認定インディー統一無差別級選手権試合にて、藤原秀旺と対戦し、レフェリー昏倒時に両陣営のセコンドが入り乱れ、乱闘となり収拾つかず。無効試合となる。（無効試合のため防衛回数には含めず）
- 6月15日、東京・新木場1stRINGで行われた、TTT「CONVICTION6」のTTT認定インディー統一無差別級選手権試合～ノーDQマッチにて、藤原秀旺に敗北、6度目の防衛に失敗する。
- 8月10日、東京・新木場1stRINGで行われた、TTT「CONVICTION8」のTTT認定インディー統一タッグ王座決定戦にて、定アキラ＆秀警察S.W.A.T組に勝利し、第8代王者組となる。

## 得意技
ゴーストバスター
垂直落下式ブレーンバスターと同型。
デーモンボム
シットダウン式ジャンピングパワーボムと同型。
フェイスバスター
ラリアット

## 入場曲
- THUNDER STORM（聖飢魔II） ※大教典「有害」に収録

## タイトル歴
- GWC認定シングル王座
- GWC認定タッグ王座
- GWC認定6人タッグ王座
- アイアンマンヘビーメタル級王座
- CCWカナディアンヘビー級王座
- WBCタッグ王座
- 金のふんどし王座
- TTT認定インディー統一無差別級王座
- TTT認定インディー統一タッグ王座
- TTT認定インディー統一6人タッグ王座
- たまプロタッグ王座